# Lista chorążych reprezentacji Malezji na igrzyskach olimpijskich
Lista chorążych reprezentacji Malezji na igrzyskach olimpijskich – lista osób, które podczas ceremonii otwarcia nowożytnych igrzysk olimpijskich nosiły flagę Malezji.

## Lista chorążych
| Lp. | Rok i miejsce       | Chorąży                       | Dyscyplina           |
| --- | ------------------- | ----------------------------- | -------------------- |
| 1   | Tokio 1964          | Kuda Ditta                    | Lekkoatletyka        |
| 2   | Meksyk 1968         | Nashatar Singh Sidhu          | Lekkoatletyka        |
| 3   | Monachium 1972      | Mohamed Bakar                 | Piłka nożna          |
| 4   | Montreal 1976       | Ishtiaq Mubarak               | Lekkoatletyka        |
| 5   | Los Angeles 1984    | Sabiahmad Abdullah Ahad       | Strzelectwo          |
| 6   | Seul 1988           | Nordin Mohamed Jadi           | Lekkoatletyka        |
| 7   | Barcelona 1992      | Ajib Sidek Mohamed            | Badminton            |
| 8   | Atlanta 1996        | Nor Saiful Zaini Nasir ud-Din | Hokej na trawie      |
| 9   | Sydney 2000         | Mirnawan Nawawi               | Hokej na trawie      |
| 10  | Ateny 2004          | Bryan Lomas                   | Skoki do wody        |
| 11  | Pekin 2008          | Azizulhasni Awang             | Kolarstwo            |
| 12  | Londyn 2012         | Pandelela Pamg                | Skoki do wody        |
| 13  | Rio de Janeiro 2016 | Chong Wei Lee                 | Badminton            |
| 14  | Pjongczang 2018     | Julian Yee                    | Łyżwiarstwo figurowe |
| 15  | 2020, Tokio         | Goh Liu Ying                  | Badminton            |
| 15  | 2020, Tokio         | Lee Zii Jia                   | Badminton            |